# Будивел
«Будивел» (Днепропетровск) — украинская мини-футбольная команда, участник чемпионата Украины по мини-футболу.
МФК «Будивел» основан в мае 1999 года в Днепропетровске. Президент клуба — Анатолий Галилей, тренер — Александр Юзик. Первый сезон команда проводит во второй лиге, занимает третье место и получает право участия в первой лиге чемпионата Украины по мини-футболу.
С 2000 по 2003 годы «Будивел» выступает в первой лиге, после чего получает право участия в высшей лиге. В 2002 году команда принимает участие в двух турнирах — харьковском «Кубке Освобождения», где занимает третье место, а также днепропетровском «Кубке Большого Днепра».
Костяк «Будивела» составляют студенты Днепропетровской государственной финансовой академии. В мае 2002 года сборная академии под руководством Александра Юзика становится чемпионом XVIII международных студенческих игр в эстонском Тарту. Золотые медали получают Андрей Неруш, Андрей Короткий, Андрей Андрушко, Андрей Петренко, Роман Щербаков, Валентин Сопильняк, Виталий Белоус, Василий Падул, Станислав Брацилов, Юрий Сторожук. В 2003 году команда выигрывает чемпионат Украины среди ВУЗов, а в 2005 году побеждает во всеукраинской Универсиаде.
В высшей лиге «Будивел» выступает с 2004 по 2008 годы, однако не добивается существенных успехов и в основном борется за выживание. В 2004 году команда занимает 12 место из 12 команд, в 2005 — 14 из 15, в 2006 — 14 из 17, в 2007 — 11 из 14, в 2008 — 14 из 15. В 2007 году «Будивел» становится третьим на «Кубке Освобождения», традиционно проходящем в Харькове. В 2008 году играющий тренер «Будивела» Александр Косенко получает награду «Лучший спортсмен в игровых видах спорта» в днепропетровском конкурсе «Человек года Приднепровья».
В конце 2008 года по ходу очередного сезона высшей лиги «Будивел» неожиданно не прибывает на две выездные игры и снимается с чемпионата. Все результаты матчей днепропетровской команды аннулируются, игроки получают статус свободных агентов. По слухам, причиной прекращения существования команды становятся финансовые трудности, а также разногласия между руководством клуба и Ассоциацией мини-футбола Украины.
Наиболее известным из игроков, выступавших за «Будивел», является заслуженный мастер спорта Украины Александр Косенко. Воспитанниками клуба являются Александр и Игорь Маржановские, Михаил Романов, Дмитрий Камеко.